# Эрику-Кардозу
Эрику-Кардозу (порт. Érico Cardoso)  —  муниципалитет в Бразилии, входит в штат Баия. Составная часть мезорегиона Юго-центральная часть штата Баия. Входит в экономико-статистический микрорегион Ливраменту-ду-Брумаду. Население составляет 12 496 человек на 2006 год. Занимает площадь 701,458 км². Плотность населения — 17,8 чел./км².

## Статистика
- Валовой внутренний продукт на 2003 год составляет 19 291 403,00 реалов (данные: Бразильский институт географии и статистики).
- Валовой внутренний продукт на душу населения на 2003 год составляет 1523,57 реалов (данные: Бразильский институт географии и статистики).
- Индекс развития человеческого потенциала на 2000 год составляет 0,592 (данные: Программа развития ООН).